# L’Oceanogràfic
Koordinaten: 39° 27′ 10″ N, 0° 20′ 53″ W
L’Oceanogràfic (valenzianisch, /loseˌanoˈɣɾafik/; span. El Oceanográfico) ist ein Ozeaneum in Valencia, Spanien. Es ist Teil der Ciudad de las Artes y de las Ciencias und befindet sich im trockengelegten Flussbett des Turia im Osten der Stadt. Das Aquarium wurde vom Architekten Félix Candela (1910–1997) und den Ingenieuren Alberto Domingo und Carlos Lázaro geplant. Candela gilt als ein Pionier der Betonschalen und war zur Planungszeit bereits über 80 Jahre alt.  Der Bau dauerte von 1994 bis 2002, die Eröffnung am 14. Februar 2003 erlebte er bereits nicht mehr mit. Die Dachkonstruktion besteht aus acht miteinander verbundenen Hyparschalen, ganz ähnlich dem Restaurant „Seerose“ in Potsdam.
Mit einer Gesamtfläche von rund 110.000 m² und einem Fassungsvermögen von ca. 42 Millionen Liter Wasser ist es der größte Aquariumskomplex in Europa. Er beheimatet ca. 45.000 Tiere und ca. 500 verschiedene Arten, u. a. Säugetiere, Wirbellose Tiere, Fische, Reptilien und Vögel.
Der Park ist unterteilt in verschiedene Themenbereiche, die alle wichtigen Klimazonen der Erde abdecken – den Mittelmeerraum, Feuchtgebiete, die Antarktis und Arktis, die Inseln, das tropische Meer, die gemäßigte Zone und das Rote Meer. Das als Stadion konzipierte Delfinarium fasst ca. 24 Millionen Liter Wasser auf einer Tiefe von 10,5 Metern und zählt somit weltweit zu einem der größten seiner Art.